# Tim Weaver
Tim Weaver (Bath, 13 luglio 1977) è uno scrittore inglese.

## Carriera
Prima di diventare scrittore, Tim Weaver era un giornalista specializzato in videogame. Ha lavorato come editor per le riviste di videogiochi N64 Magazine e Xbox World ed è stato co-conduttore del programma Youtube GTA V O'Clock.
Nel febbraio del 2010 viene pubblicato in Inghilterra il suo primo libro, Chasing the Dead (Morte sospetta), che dà il via alla saga di David Raker, un investigatore privato specializzato in casi di persone scomparse.
Nel 2015 Weaver produce un podcast di 8 episodi intitolato 'Missing', le cui tematiche sono il come e il perché le persone scompaiono. Nel 2016 registra altri tre episodi, portando il totale a 11.

## Opere
Saga di David Raker
1. Morte sospetta, TimeCrime 2013 (Chasing the dead, Penguin 2010)
2. Tracce di morte, TimeCrime 2014 (The Dead Tracks, Penguin 2011)
3. Svanito, TimeCrime 2014 (Vanished, Penguin 2012)
4. Nessun ritorno, TimeCrime 2015 (Never Coming Back, Penguin 2013)
5. Oscure verità, TimeCrime 2016 (Fall From Grace, Penguin 2014)
6. Triplice omicidio, TimeCrime 2016 (What Remains, Penguin 2015)
7. Cuore infranto, TimeCrime 2017 (Broken Heart, Penguin 2016)
8. Chi sono?, TimeCrime 2018 (I Am Missing, Penguin 2017)
9. La verità su David Raker, TimeCrime 2019 (You Were Gone, Penguin 2018)
10. Un villaggio scomparso, TimeCrime 2020 (No One Home, Penguin 2019)
  - 10,5. The Shadow at the Door, Penguin 2021 - Inedito in Italia
11. Scomparsi nel nulla, TimeCrime 2023 (The Blackbird, Penguin 2022)
12. L'ultimo saluto, TimeCrime 2024 (The Last Goodbye, Penguin 2023)
13. The Missing Family, Penguin 2024 - Inedito in Italia

Altri romanzi
Il pezzo mancante, TimeCrime 2022